# Punk Goes Pop 3
A Punk Goes Pop 3 a Punk Goes… albumsorozat tizedik válogatásalbuma, mely a Fearless Records gondozásában jelent meg 2010. november 2-án. A Punk Goes… széria többi tagjához híven ezen a lemezen is különböző előadók – jelen esetben pop stílusú – számainak feldolgozásai szerepelnek szintén különféle előadók által.

## Számlista
Az előadók és a feldolgozott számok végleges listája az Alternative Press weboldalán jelent meg 2010. augusztus 25-én.
| #   | Szám                 | Előadó                  | Eredeti előadó(k)                           | Hossz |
| --- | -------------------- | ----------------------- | ------------------------------------------- | ----- |
| 1.  | Down                 | Breathe Carolina        | Jay Sean featuring Lil Wayne                | 3:43  |
| 2.  | Hot n Cold           | Woe, Is Me              | Katy Perry                                  | 3:07  |
| 3.  | Bad Romance          | Artist vs. Poet         | Lady Gaga                                   | 4:54  |
| 4.  | In My Head           | Mayday Parade           | Jason Derülo                                | 3:41  |
| 5.  | Right Now (Na Na Na) | Asking Alexandria       | Akon                                        | 4:20  |
| 6.  | Paper Planes         | This Century            | M.I.A.                                      | 3:23  |
| 7.  | Heartless            | The Word Alive          | Kanye West                                  | 4:00  |
| 8.  | Bulletproof          | Family Force 5          | La Roux                                     | 3:29  |
| 9.  | Blame It             | Of Mice & Men           | Jamie Foxx featuring T-Pain                 | 4:03  |
| 10. | Run This Town        | Miss May I              | Jay-Z featuring Rihanna and Kanye West      | 3:49  |
| 11. | Airplanes            | The Ready Set           | B.o.B featuring Hayley Williams of Paramore | 2:37  |
| 12. | Dead and Gone        | Cute Is What We Aim For | T.I. featuring Justin Timberlake            | 4:55  |
| 13. | Need You Now         | Sparks the Rescue       | Lady Antebellum                             | 3:33  |
| 14. | My Love              | We Came as Romans       | Justin Timberlake featuring T.I.            | 3:53  |

### Bónusz CD
| Előadó                 | Szám                   | Kiadó            |
| ---------------------- | ---------------------- | ---------------- |
| The Word Alive         | Epiphany               | Fearless Records |
| Attack Attack!         | Smokahontas            | Rise Records     |
| Amely                  | Come Back to Me        | Fearless Records |
| Emarosa                | We Are Life            | Rise Records     |
| Motionless in White    | Creatures              | Fearless Records |
| My Ticket Home         | Surroundings           | Rise Records     |
| For All Those Sleeping | I'm Not Dead Yet       | Fearless Records |
| Scarlett O'Hara        | Lost in Existence      | Rise Records     |
| Go Radio               | Letters and Love Notes | Fearless Records |
| Ten After Two          | Behind Locked Doors    | Rise Records     |

### Japán változat
A japán kiadás a 14 dalon felül további 2-t tartalmaz.
| #   | Szám           | Előadó     | Eredeti előadó             | Hossz |
| --- | -------------- | ---------- | -------------------------- | ----- |
| 15. | Nothin' on You | New Breed  | B.o.B featuring Bruno Mars | 4:28  |
| 16. | Omen           | Crossfaith | The Prodigy                | 3:59  |